# Перенчук, Евграф Терентьевич
Евграф Терентьевич Перенчук (23 декабря 1899

, деревня Княжье, теперь село Княжья Криница Крыжопольского района Винницкой области — ) — украинский советский деятель, председатель колхоза «Новая жизнь» Крыжопольского района Винницкой области. Депутат Верховного Совета СССР 1-го созыва.

## Биография
Родился в крестьянской семье. Окончил церковно-приходскую школу, потом — агрошколу. Работал в сельском хозяйстве. С 1928 года — колхозник колхоза села Советского (прежнее название — Княжье).
С 1930 года — председатель колхоза «Новая жизнь» села Советское Крыжопольского района Винницкой области.
Член ВКП(б).
Работал председателем исполнительного комитета Крыжопольского районного совета депутатов трудящихся Винницкой области.
Во время Великой Отечественной войны находился на подпольной работе, служил в Красной армии. Был тяжело контужен и 17 месяцев лечился в военном госпитале. В 1944 году вернулся в родное село.
В 1950-х годах работал управляющим Крыжопольской районной заготовительной конторы, а с 1956 года стал персональным пенсионером союзного значения. Избирался председателем исполнительного комитета Крыжопольского сельского совета депутатов трудящихся Винницкой области.